# Sutton (Peterborough)
Sutton – wieś i civil parish w Anglii, w Cambridgeshire, w dystrykcie (unitary authority) Peterborough. W 2011 civil parish liczyła 196 mieszkańców.